# Chuck Eidson
Charles Patrick Eidson jr., detto Chuck (Summerville, 10 ottobre 1980), è un ex cestista statunitense,professionista nella NBDL e in Europa.

## Palmarès

### Squadra
- Campionato lituano: 1

Lietuvos rytas: 2008-09
- Campionato spagnolo: 1

Barcellona: 2011-2012
- Lega Baltica: 1

Lietuvos rytas: 2008-09
- Eurocup: 1

Lietuvos rytas: 2008-2009
- Campionato israeliano: 1

Maccabi Tel Aviv: 2010-11
- Supercoppa spagnola: 1

Bercellona: 2011
- Coppa di Israele: 2

Maccabi Tel Aviv: 2009-10, 2010-11
- Liga catalana: 1

Barcellona: 2011
- Coppa di Russia: 1

UNICS Kazan: 2013-14
- Coppa di Lega israeliana: 1

Maccabi Tel Aviv: 2010

### Individuale
- Basketball-Bundesliga MVP: 1

Gießen 46ers: 2004-05
- MVP ULEB Eurocup: 1

Lietuvos rytas: 2008-09
- All-ULEB Eurocup First Team: 1

Lietuvos rytas: 2008-09
- Lietuvos krepšinio lyga MVP finali: 1

Lietuvos rytas: 2008-09
- All-ULEB Eurocup Second Team: 1

UNICS Kazan': 2012-13